# Arroyo de Zapata
Der Arroyo de Zapata ist ein Fluss im Osten Uruguays.
Der 30 km lange im Departamento Treinta y Tres gelegene Fluss entspringt in der Cuchilla de Cerro Largo. Er führt an dem Ort Costas del Tacuarí vorbei und mündet schließlich in die Laguna Merín, zu deren Einzugsgebiet er damit auch gehört.